# Rey Maualuga
(en) Statistiques sur pro-football-reference
Rey Maualuga, né le 20 janvier 1987 à Fort Sill (Oklahoma), est un joueur américain de football américain évoluant au poste de linebacker.
Étudiant à l'Université de la Californie méridionale, il joua pour les USC Trojans. En 2008, il remporte le Chuck Bednarik Award.
Il fut drafté en 2009 à la 38e place (deuxième tour) par les Bengals de Cincinnati.

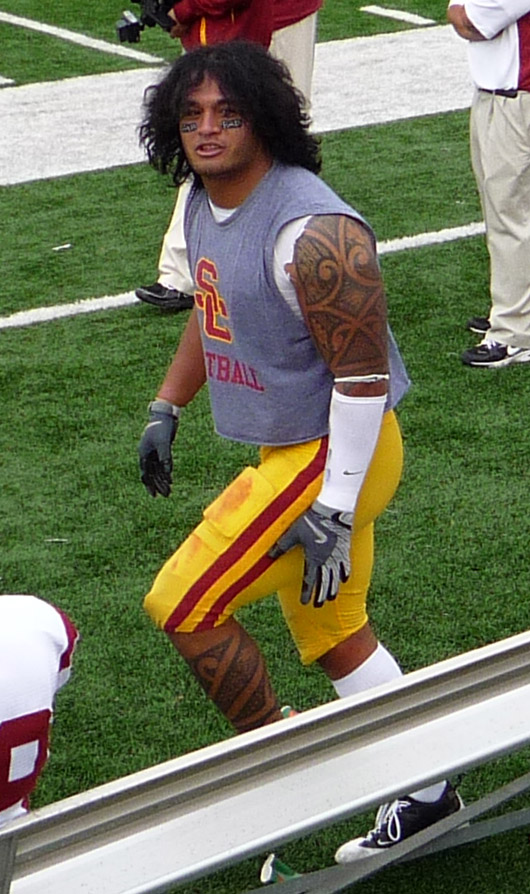
Rey Maualuga